# Ayuntamiento de Mérida (México)
El Ayuntamiento de Mérida es la base de la administración pública y de gobierno del municipio mexicano de Mérida en Yucatán, México. El Ayuntamiento está compuesto por un órgano colegiado denominado Cabildo (coloquialmente llamado también como Comuna en Yucatán), que está integrado por 19 regidores cuyo cargo tendrá por duración tres años, 11 de ellos electos a través del voto popular directo, universal y con posibilidad de reelección por un periodo adicional; y 8 integrados por representación proporcional. El primer regidor se denominará Presidente Municipal (también conocido como Primer Edil o Alcalde, este último en sentido coloquial).

## Palacio Municipal
La sede del Ayuntamiento es el edificio ubicado al costado poniente de la plaza principal de la ciudad de Mérida, sobre la calle 62. El edificio fue construido durante el gobierno de Santiago Aguirre, entre 1734 y 1736.
En 1871, se le colocó el reloj que fue el primero de la ciudad. En este mismo edificio se celebraban las festividades nacionales del 16 de septiembre y del 5 de mayo, hasta 1892 cuando se inauguró del moderno Palacio de Gobierno.
En 1928, después de haberse convocado a un concurso público para restaurar el edificio, comenzó una remodelación de la fachada y la construcción de una nueva torre para el reloj principal a cargo del Arqto. Carlos M. Castillo Montes de Oca, obteniendo como resultado el palacio municipal actual.
Su elevado patio trasero, donde está el "Jardin de los Compositores", es vestigio de la pirámide maya de Bakluum-Chaam que se encontraba en dicho sitio antes de su construcción.

## Funciones del Ayuntamiento
- Limpieza de espacios públicos.
- Construcción y mantenimiento de vialidades.
- Instalación y mantenimiento de luminarias.
- Construcción, equipamiento y mantenimiento de parques y espacios de recreación al aire libre.
- Seguridad y vigilancia en el primer cuadro de la ciudad.
- Recaudación de impuesto predial.
- Administración de mercados públicos.

## Cabildo
El Cabildo de Mérida está integrado por 19 regidores, siendo éstos:

## Organigrama
http://www.merida.gob.mx/municipio/portal/gobierno/contenido/organigrama.phpx

## Dependencias
- Administración
- Bienestar Social (antes Desarrollo Humano)
- Catastro Municipal
- Unidad de Contraloría Municipal
- Cultura
- Desarrollo Económico y Turismo (antes Turismo y Promoción Económica)
- Desarrollo Social
- Desarrollo Sustentable
- Desarrollo Urbano
- DIF Municipal
- Finanzas y Tesorería Municipal
- Gobernación
- Instituto Municipal de Planeación de Mérida (IMPLAM)
- Instituto Municipal de la Mujer
- Obras Públicas
- Policía Municipal
- Servicios Públicos Municipales
- Tecnologías de la Información
- Unidad de Atención Ciudadana
- Unidad de Transparencia